# کنفینیی
کنفینیی (به ایتالیایی: Configni) یک کومونه در ایتالیا است که در استان ریتی واقع شده‌است. کنفینیی ۲۲٫۶۹ کیلومتر مربع مساحت و ۷۰۸ نفر جمعیت دارد و ۵۴۹ متر بالاتر از سطح دریا واقع شده‌است.